# Henry Ferrers, 2. Baron Ferrers of Groby
Henry Ferrers, 2. Baron Ferrers of Groby (auch Henry Ferrers I) (* um 1303; † 15. September 1343 in Groby) war ein englischer Adliger.

## Herkunft und Erbe
Henry Ferrers entstammte der anglonormannischen Familie Ferrers. Er war der älteste Sohn von William Ferrers, 1. Baron Ferrers of Groby und von dessen Frau Ellen. Nach dem Tod seines Vaters 1325 erbte er dessen Besitzungen, darunter Groby Castle in Leicestershire. Vor Februar 1331 heiratete er Isabel, die postum geborene Tochter von Theobald de Verdon, 2. Baron Verdon und von Elizabeth de Clare. Isabel war als jüngste der vier Töchter von Theobald de Verdon eine Teilerbin der Güter ihres Vaters, und vor 1335 erreichte Ferrers sogar, dass das Erbe Verdons neu aufgeteilt wurde. Diese neue Erbteilung war vorteilhaft für Ferrers, denn seine Frau erbte nun die Besitzungen in Irland sowie Güter in sieben Counties in den Midlands, die nun unter Ferrers Verwaltung fielen. Dazu erreichte er, dass seine Schwiegermutter Elizabeth de Clare, die eine Teilerbin der Familie Clare war, ihrer Tochter vier weitere Güter in den Midlands vermachte. Diese fielen allerdings erst nach ihrem Tod 1360 an Henrys Sohn.

## Dienst für den Earl of Lancaster und Ansprüche auf Besitzungen in Schottland
1325 gehörte Ferrers zum Gefolge von Henry Beaumont, der den Thronfolger Eduard nach Frankreich begleitete, wo dieser dem französischen König für seine Besitzungen in der Gascogne huldigte. Vor 1329 trat Ferrers in den Dienst von Henry of Lancaster. Als dieser im Januar 1329 vergeblich gegen die Herrschaft von Roger Mortimer rebellierte, unterstützte ihn Ferrers militärisch. Mortimer ordnete daraufhin am 16. Januar die Beschlagnahmung von Ferrers Besitzungen an. Nach Mortimers Sturz im Oktober 1330 erhielt Ferrers von Lancaster eine jährliche Pension in Höhe von £ 100. Als Nachfahre von Helen, einer Tochter von Alan, Lord of Galloway hatte Ferrers Ansprüche auf Besitzungen in Schottland, die durch den Frieden von 1328 nicht als erloschen galten. Deshalb galt er als einer der Enterbten, die versuchten, ihre Ansprüche auf schottische Gebiete durchzusetzen. 1332 sollte er im Dienst des Königs zunächst an einem Feldzug nach Irland teilnehmen, der jedoch abgesagt wurde. Daraufhin gehörte er im August 1332 dem kleinen Heer der Enterbten an, die unter Führung von Henry Beaumont und Edward Balliol in Schottland landeten. Die Enterbten konnten zwar ein schottisches Heer in der Schlacht von Dupplin Moor schlagen, wurden jedoch bis Ende des Jahres wieder aus Schottland vertrieben. Daraufhin nahm er 1333 am Feldzug des englischen Königs nach Schottland teil, und im selben Jahr wurde er zum Verwalter der Kanalinseln ernannt. Von 1334 bis 1335 diente er als Kommandant der Garnison der schottischen Grenzstadt Berwick, doch letztlich blieb der Krieg in Schottland erfolglos und Ferrers konnte seine Ansprüche auf schottische Gebiete nicht durchsetzen.

## Weiter Aufstieg am Hof von Eduard III., Krankheit und Tod
Als Baron Ferrers of Groby wurde Ferrers regelmäßig zu den Parlamenten berufen. In den 1330er Jahren wurde Ferrers Mitglied des Kronrats, dazu diente er ab 1337 als King’s Chamberlain. In diesen Funktionen war er an den Bündnisverhandlungen mit Graf Ludwig von Flandern beteiligt und nahm zu Beginn des Hundertjährigen Krieges am Feldzug des Königs nach Flandern teil. Für den hochverschuldeten König musste Ferrers weitere Kredite aufnehmen und für diese bürgen. Im Gegenzug gewährte ihm Eduard III. 1337 die Erlaubnis zum Weinhandel, 1338 und 1340 zum direkten Wollexport und ab 1338 das Recht, in Groby, Stebbing und Woodham Wochen- und Jahrmärkte abzuhalten. 1337 erhielt er ein Gut in Buckinghamshire als Lehen, dazu wurden ihm zwei weitere Güter in Derbyshire und Essex übergeben, aus denen er jährliche Einkünfte von £ 160 hatte. Seine Karriere war dennoch kurz, denn vermutlich wegen einer Erkrankung wurde er 1340 als King's Chamberlain abgelöst. Im Juli 1342 war er schwer erkrankt. Nach seinem Tod im September 1343 wurde er in Ulverscroft Priory in Leicestershire beigesetzt.

## Familie und Nachkommen
Mit seiner Frau Isabel de Verdon hatte er mindestens zwei Söhne und Töchter, darunter:
- William Ferrers, 3. Baron Ferrers of Groby (1333–1371)
- Ralph Ferrers ⚭ Joan de Grey, Witwe von Sir William Harcourt und Tochter von Richard de Grey
- Philippe de Ferrers († vor 1384) ⚭ Sir Guy de Beauchamp († 1360), ältester Sohn von Thomas de Beauchamp, 11. Earl of Warwick
- Elizabeth de Ferrers († 1375)

1. ⚭ David Strathbogie, 3. Baron Strabolgi († 1369)
2. ⚭ John Malewayn

Sein Erbe wurde sein ältester Sohn William.